# Dogma 95
Dogme 95 (din limba daneză, cu sensul de Dogma 95) este o mișcare de producție de film de avangardă din 1995, fondată de regizorii danezi Lars von Trier și Thomas Vinterberg⁠(d), care au creat „Manifestul Dogma 95” și „Jurămintele de castitate” (în limba daneză Kyskhedsløfter).
Aceste două „manifeste” erau reguli pentru a crea filme bazate pe valorile tradiționale ale teatralismului povestirii, actoriei și temei, excluzând utilizarea efectelor speciale sau ale tehnologiilor elaborate. Se presupune că mișcarea a fost creată ca o încercare de a „da înapoi puterea regizorilor ca artiști,” în detrimentul studiourilor de film.
Fondatorilor mișcării artistice filmice li s-au alăturat ulterior alți colegi, regizorii danezi Kristian Levring⁠(d) și Søren Kragh-Jacobsen⁠(d), formând Dogme 95 Collective sau Dogme Brethren. Dogme (pronunțat [ˈtʌwmə]) este cuvântul danez pentru dogmă.

## Istoric
Lars von Trier și Thomas Vinterberg au scris și au semnat împreună manifestul și „jurămintele” însoțitoare. Vinterberg a spus că au scris totul în 45 de minute. Manifestul imită inițial formularea eseului lui François Truffaut din 1954 „Une certaine tendance du cinéma français” („O anumită tendință în cinematografia franceză”) publicat în revista Cahiers du Cinéma⁠(d).
Ei au anunțat mișcarea Dogme la 13 martie 1995, la Paris, la conferința Le cinéma vers son deuxième siècle (Cinematografia spre al doilea secol). Lumea cinematografiei s-a adunat pentru a sărbători un prim secol de cinema și a contempla viitorul incert al cinematografiei comerciale. Invitat să vorbească despre viitorul filmului, Lars von Trier a uluit public cu pamflete roșii care anunțau apariția mișcării „Dogme 95”.
Ca răspuns la critici, von Trier și Vinterberg au declarat amândoi că au vrut doar să stabilească o nouă extremă: „Într-o afacere cu bugete extrem de mari, ne-am gândit că ar trebui să echilibrăm dinamica cât mai mult posibil”.
La fel ca mișcarea creativă americană No wave cinema⁠(d), Dogme 95 a fost descrisă ca o perioadă definitorie în producția de filme cu buget redus.
„Frații” fondatori au început să lucreze la noi proiecte experimentale și au fost sceptici cu privire la interpretarea comună ulterioară a manifestului Dogme 95 ca marcă sau gen. Mișcarea s-a destrămat în 2005.
De la sfârșitul anilor 2000, apariția tehnologiei video în aparate de fotografiat reflex (DSLR), cum ar fi Canon EOS 550D⁠(d), a dus la o creștere extraordinară atât a lungmetrajelor, cât și a scurtmetrajelor filmate cu majoritatea, dacă nu cu toate regulile manifestului Dogme 95. Cu toate acestea, din cauza progreselor tehnologice și calității, estetica acestor producții pare de obicei drastic diferită de cea a filmelor Dogme  filmate pe casete video sau DVD-R. Anulând în mare măsură caracteristicile primitive și problematice ale tehnologiilor anterioare, tehnologiile mai noi i-au ajutat pe producătorii de filme Dogme 95 să obțină o estetică de rezoluție mai mare, precum și de contrast, granulație și saturație mai scăzute.

## Scop și reguli
Scopul colectivului Dogme este de a „purifica” producția de film prin refuzul efectelor speciale scumpe și spectaculoase, modificărilor de post-producție și alte trucuri tehnice. Realizatorii de film se concentrează pe poveste și pe interpretarea actorilor. Ei susțin că această abordare poate implica mai bine publicul, deoarece nu sunt „alienați sau distrași de supraproducție”. În acest scop, von Trier și Vinterberg au propus zece reguli cărora orice film Dogme trebuie să se conformeze. Aceste reguli, denumite „Legământul castității”, sunt următoarele: 
1. Filmarea trebuie făcută pe loc. Nu trebuiesc folosite recuzită și decoruri (dacă o recuzită anume este necesară pentru poveste, trebuie ales un loc în care să se afle această recuzită).
2. Sunetul nu trebuie produs niciodată în afara imaginilor sau vice versa. (Muzica nu trebuie folosită decât dacă apare acolo unde scena este filmată.)
3. Camera de filmat trebuie să fie ținută în mână. Este permisă orice mișcare sau imobilitate posibilă a mâinii.
4. Filmul trebuie să fie color. Iluminatul special nu este acceptabil. (Dacă există prea puțină lumină pentru expunere, scena trebuie tăiată sau o singură lampă trebuie atașată la cameră.)
5. Lucrările optice și filtrele sunt interzise.
6. Filmul nu trebuie să conțină acțiune superficială. (Crime, armele etc. nu trebuie să apară. )
7. Înstrăinarea temporală și geografică este interzisă. (Adică filmul are loc aici și acum.)
8. Filmele de gen nu sunt acceptate.
9. Formatul filmului trebuie să fie Academy 35 mm.
10. Regizorul de film nu trebuie menționat.

„În plus, jur ca regizor să mă abțin de la gustul personal! Nu mai sunt artist. Jur să mă abțin de la a crea o „operă”, deoarece consider momentul ca fiind mai important decât întregul. Scopul meu suprem este să forțez ca adevărul să iasă din personajele și decorurile mele. Jur că o fac prin toate mijloacele disponibile și cu prețul oricărui bun gust și al oricăror considerații estetice. Astfel îmi fac LEGĂMÂNTUL DE CASTITATE.”

### Primele filme
În total, treizeci și cinci de filme realizate între 1998 și 2005 sunt considerate a fi parte a mișcării.
Primul dintre filmele Dogme (Dogme #1) a fost filmul lui Vinterberg din 1998 Festen (The Celebration), produs în Danemarca.
După ce au fost lansate primele patru filme din Danemarca, alți regizori internaționali au realizat filme bazate pe principiile Dogme. Actorul și regizorul francezo-american Jean-Marc Barr⁠(d), un colaborator frecvent al lui von Trier, a fost primul non-danez care a regizat un film Dogme: Lovers (1999) (Dogme #5).
Filmul regizorului american Harmony Korine⁠(d) Julien Donkey-Boy (Dogme #6) este, de asemenea, primul film non-european și primul film american care a fost considerat un Dogme.
Sud-coreeanul absolvent al La Femis Daniel H. Byun⁠(d) (Byun Hyuk), care regizează debutul său cinematografic Interview (Dogme #7), este primul și singurul film asiatic realizat vreodată în cadrul mișcării Dogme.
Filmul mockumentar al cineastului argentinian José Luis Marquès, Fuckland⁠(d) (Dogme #8), este primul film din America Latină și primul film din Argentina care urmează liniile directoare minimaliste ale mișcării Dogme 95.
Von Trier a încercat să realizeze o trilogie Dogme, cunoscută sub numele de „Golden Heart” (formată din Breaking the Waves (Abisul sufletului, 1996), The Idiots (Idioții, 1998; Dogme #2) și Dancer in the Dark (Dansând cu noaptea, 2000)), dar numai The Idiots este un film certificat Dogme 95 în timp ce Breaking the Waves și Dancer in the Dark nu sunt uneori asociate puternic  cu mișcarea.  Prin urmare, spaniolul Juan Pinzás a fost singurul regizor care a prezentat trei filme, realizând o trilogie numită „Gay Galician Dogma”, care este compusă din Once Upon Another Time (Era outra vez, 2000; Dogme #22), Wedding Days (Días de boda, 2002; Dogme #30), și The Outcome (El desenlace, 2005; Dogme #31) 
Era outra vez este primul film spaniol al mișcării Dogme

### Concepte și influențe
Primul film al lui Von Trier din trilogia „Golden Heart”, Breaking the Waves, realizat după ce a fondat mișcarea Dogme 95 cu Vinterberg în 1995, este puternic influențat de stilul și etosul mișcării, în ciuda faptului că încalcă multe dintre „regulile mișcării”, inclusiv un menționarea regizorului, decoruri de fundal, muzică non-diegetică și utilizarea CGI.
Filmul experimental din 2001, Hotel, regizat de Mike Figgis⁠(d), are mai multe mențiuni despre stilul de filmare Dogme 95 și a fost descris ca un „film Dogme într-un alt film”.
Producătorul muzical american Money Mark⁠(d) (Mark Ramos Nishita) a folosit principii inspirate de Dogme 95 pentru a înregistra albumul său de debut Mark's Keyboard Repair⁠(d) din 1995.

## Filme notabile Dogme

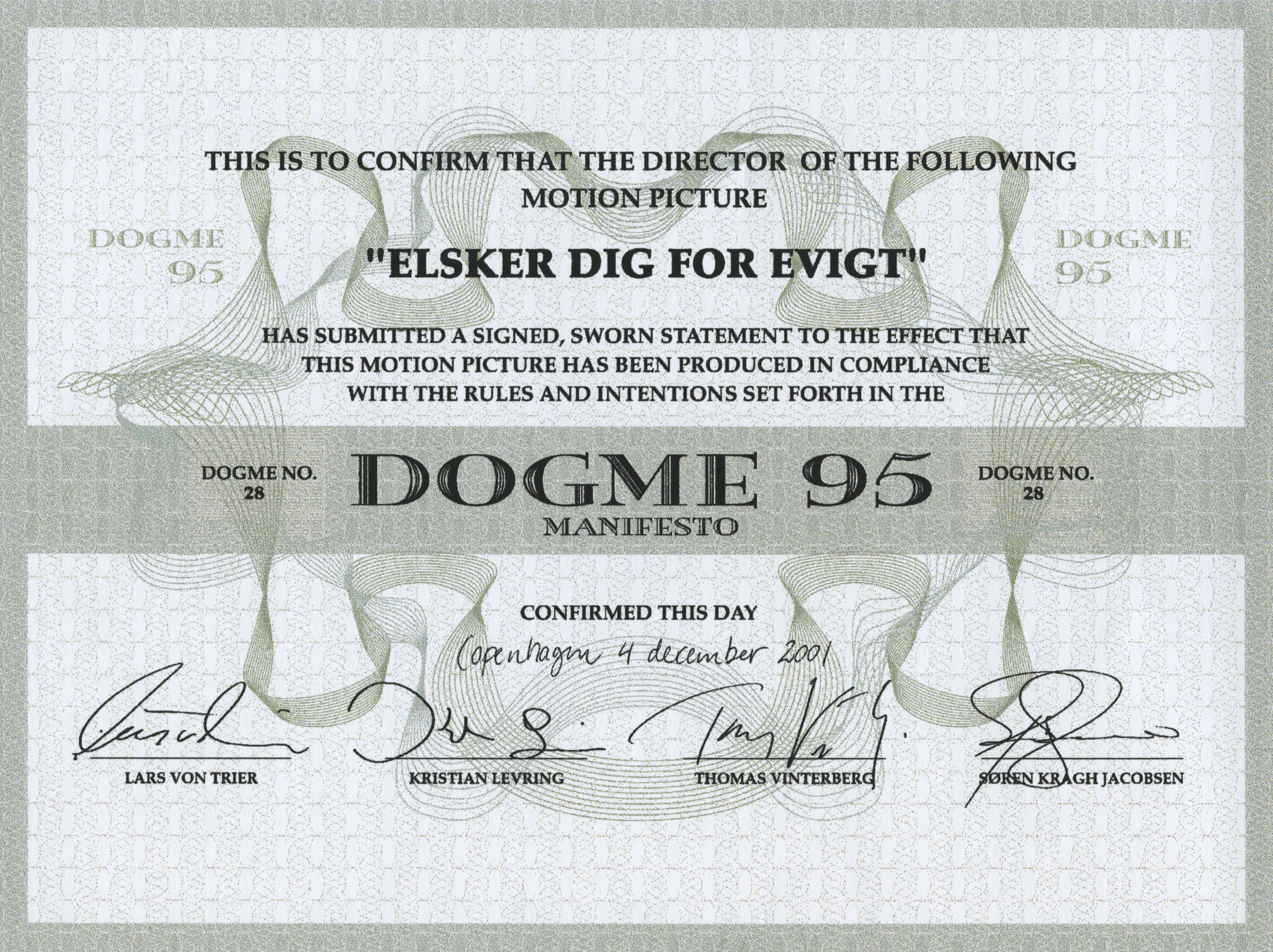
Certificat Dogme pentru filmul lui Bier, Elsker dig for evigt (Open Hearts, 2001), Dogme Nr. 28.

O listă completă a celor 35 de filme este disponibilă pe site-ul web Dogme95. Juan Pinzás (#22, #30 și #31) este singurul regizor care a produs mai multe astfel de filme.
- Dogme #1: Festen⁠(d)
- Dogme #2: The Idiots⁠(d)
- Dogme #3: Mifune's Last Song⁠(d)
- Dogme #4: The King Is Alive⁠(d)
- Dogme #5: Lovers⁠(d)
- Dogme #6: Julien Donkey-Boy⁠(d)
- Dogme #7: Interview
- Dogme #8: Fuckland⁠(d)
- Dogme #12: Italian for Beginners⁠(d)
- Dogme #13: Amerikana⁠(d)
- Dogme #14: Joy Ride⁠(d)
- Dogme #28: Open Hearts⁠(d)

## Recepție
Majoritatea filmelor Dogme au primit recenzii mixte sau negative, deși unele au fost apreciate de critici, cum ar fi filmul lui Vinterberg Festen (The Celebration), filmul lui Scherfig Italiensk for begyndere (Italiană pentru începători) și filmul lui Bier Elsker dig for evigt (Inimi deschise). Filme precum filmul lui Von Trier Idioterne (Idioții) și filmul lui Jacobsen Mifunes sidste sang (Ultimul cântec al lui Mifune), au primit, de asemenea, recenzii călduțe.
Festen a câștigat numeroase premii, inclusiv Premiul Juriului la Festivalul de Film de la Cannes și a câștigat șapte premii Robert în 1998. Italiensk for begyndere a primit în 2000 și Marele Premiu al Juriului un premiu Ursul de Argint acordat la Festivalul Internațional de Film de la Berlin pentru cel mai bun film de lung metraj aflat în competiție.
În 2015, Muzeul de Arte și Design din Manhattan, New York City a celebrat mișcarea cu retrospectiva The Director Must Be Credit: 20 Years of Dogme 95 (Regizorul trebuie să fie credit: 20 de ani de Dogme 95). Retrospectiva a inclus lucrări de Lars von Trier, Thomas Vinterberg⁠(d), Jean-Marc Barr⁠(d), Susanne Bier⁠(d), Daniel H. Byun⁠(d), Harmony Korine⁠(d), Kristian Levring⁠(d), Annette K. Olesen⁠(d) și Lone Scherfig⁠(d).

## Regizori și actori notabili
- Miles Anderson⁠(d)
- Jean-Marc Barr
- Susanne Bier
- David Bradley⁠(d)
- Daniel H. Byun
- Søren Kragh-Jacobsen⁠(d)
- Lee Jung-jae⁠(d)
- Harmony Korine
- Jennifer Jason Leigh
- Kristian Levring
- Mads Mikkelsen
- Anthony Dod Mantle⁠(d)
- Richard Martini⁠(d)
- Lone Scherfig
- Chloë Sevigny
- Paprika Steen⁠(d)
- Thomas Vinterberg
- Lars von Trier

## Moștenire
Deși mișcarea a fost dizolvată în 2005, realizatorii de film au continuat să dezvolte filme independente și experimentale folosind sau influențați de acest concept, inclusiv filmul lui Jan Dunn⁠(d) Gypo⁠(d) și filmele lui Brillante Mendoza⁠(d) Serbis, Tirador⁠(d) și Ma' Rosa⁠(d).
Folosirea filmărilor în stil „Dogme 95” se află într-o listă a cerințelor unui deținător de ostatici din episodul serialului Oglinda neagră, „Imnul național”.
După lansarea filmului lui Byun Interview (2000), unele filme sud-coreene au avut o oarecare influență Dogme 95, dar au respins ideea că aparțin cu adevărat mișcării Dogme; printre aceste filme se numără This Charming Girl (Yeoja, Jeong-hye, 2004) de Lee Yoon-ki⁠(d), Secret Sunshine (Milyang, 2007) de Lee Chang-dong⁠(d) și Menajera (2010) de Im Sang-soo.
Multe dintre lucrările lui Von Trier au fost influențate de manifest. Primul său film după înființarea mișcării a fost Breaking the Waves, care a fost puternic influențat de stilul și etosul mișcării, deși filmul a încălcat multe dintre „reguli” stabilite de manifestul mișcării, inclusiv decoruri construite și utilizarea de muzică non-diegetică și grafică pe computer. Majoritatea filmelor sale aparțin mișcării, de la filmul din 1998 Idioterne până la Riget: Exodus (Spitalul cu fantome).
Filmul lui Vinterberg din 2012, Jagten (Vânătoarea), a fost și el influențat de manifest.
Money Mark a declarat că albumul său Mark's Keyboard Repair a fost un „concept experimental bazat vag pe ideea Dogme 95”.